# Ионесян, Владимир Михайлович
Влади́мир Миха́йлович Ионеся́н (27 августа 1937, Тбилиси, Грузинская ССР, СССР — 31 января 1964, Москва, РСФСР, СССР) — один из первых советских серийных убийц, чьи преступления получили общественный резонанс. Точные мотивы убийств остались нераскрытыми. Его популярной в народе кличкой стала «Мосгаз», поскольку Ионесян проникал в квартиры, представляясь работником «Мосгаза».

## Ранняя биография
Владимир Ионесян родился 27 августа 1937 года в Тбилиси, по национальности был армянином. В детстве он хорошо пел, и родители активно поощряли развитие его вокальных способностей. Помимо среднего образования, Ионесян имел диплом музыкального училища, благодаря которому его, как хорошего студента, приняли без экзаменов в Государственную Тбилисскую консерваторию. На втором курсе консерватории он ушёл работать в театр, где проработал до 13 декабря 1963 года.
Детали биографии Ионесяна разнятся в различных источниках. По одной версии, когда Ионесян ещё учился в школе, его отца осудили на 7 лет за торговые махинации, из-за чего, предположительно, Владимир пошёл по кривой дорожке, что привело его к тому, что в 1954 году, после окончания средней школы, Ионесян был пойман за кражу и осуждён на 5 лет лишения свободы условно. В 1959 году его призвали в армию, так как он, учась тогда в консерватории, вынужден был бросить обучение из-за, как он потом сказал на допросе, «чисто нервной болезни». Когда он пришёл в военкомат на освидетельствование, его отправили на обследование в первую больницу Тбилиси, где врачи дали заключение, что он не может служить. Он принёс соответствующие документы в военкомат, где некий человек, по его словам, уничтожил их, а самого Ионесяна привлекли за уклонение от воинской повинности. Его приговорили к 2,5 годам тюрьмы. На суде он пытался доказать свою невиновность, но человека, который порвал его справки, в суд почему-то не вызвали.
По другой версии биографии, Ионесян получил первый срок как раз за уклонение от воинской обязанности после школы (в чём активно помогали родители), так как считал, что служба в армии погубит его вокальный талант, и этот срок составил всё те же 2 года. Пока он их отбывал, его отца арестовали.
Существует также третья версия биографии Ионесяна, изложенная в «Комсомольской правде», которая привела отрывки из записей его допроса. Согласно этим записям, первый срок он получил за уклонение от воинской обязанности в 1959 году; о судимости 1954 года в этих выдержках ничего не говорится.
После суда Ионесяна отправили в лагерь облегчённого типа в Гори. Там он хорошо себя вёл и даже работал культоргом, из-за чего его иногда отпускали в город. Во время одного увольнения Ионесян не вернулся в лагерь, так как, не сдержавшись на нервной почве, уехал домой. После этого его заключение заменили на один год принудительных работ и вскоре освободили. После освобождения Ионесяна вновь призвали в армию и опять направили в центральный неврологический диспансер, где выдали заключение, что он нервнобольной и не может служить. После этого он, наконец, получил военный билет.
Через некоторое время он женился на выпускнице Тбилисской консерватории по имени Медея, и у него родился сын. Не сумев найти хорошо оплачиваемой работы, решился пойти на групповую кражу, но был арестован. На этот раз суд, учитывая его возраст и семейное положение, дал ему 5 лет условно. По просьбе жены, которая хотела оградить его от общения с друзьями-сообщниками, Ионесян с семьёй переехал в Оренбург, где стал работать солистом-тенором (по другой версии — концертмейстером) в местном Театре музыкальной комедии.
В ноябре 1963 года в театр из Казани приехал на работу некий художник с женой, которая, в свою очередь, позвала с собой из Казани 21-летнюю балерину Алевтину Николаевну Дмитриеву (род. 1942). Супруги и Дмитриева поселились рядом с семьёй Ионесян, и у Владимира с Алевтиной начался роман. Однако дирекция театра была недовольна работой Дмитриевой, ей объявили, что для театра она не подходит и что ей ещё нужно учиться танцевать. Как пояснил на допросе Ионесян, для неё это было серьёзным ударом, он же решил помочь, как он выражался, «очень хорошему человеку во всех смыслах» и предложил вместе с ним поехать в Иваново, где у него жил приятель, до этого бывший режиссёром Оренбургского театра оперетты.
Ради Дмитриевой Ионесян решился бросить жену и ребёнка и без спроса покинуть рабочее место. Поскольку Дмитриева была не очень им заинтересована, то он, чтобы уговорить её на переезд, соврал, что работает в КГБ и с помощью своих связей сделает её примой Большого театра. В Иваново у любовников ничего не вышло, и Владимир стал уговаривать Алевтину отправиться в Москву, рассказывая ей, что в Москве их ждёт наследство, которое ему оставил умерший в Германии дядя. В Москве они сняли квартиру на 2-й Мещанской улице возле Рижского вокзала у пенсионерки, с которой познакомились в первые часы приезда в столицу. Однако средств на жизнь не хватало — Дмитриеву не взяли ни в один из столичных театров — и Ионесян решил добыть деньги грабежом. Алевтине он опять соврал, что получил повышение по службе и вынужден будет часто уезжать «на задания». Тот факт, что «агент КГБ» носит весьма скромную одежду, он объяснял Дмитриевой тем, что работает «под прикрытием» и не должен выделяться.

### Мотивы
Поскольку власти торопили с казнью, то мотивы Ионесяна детально установлены не были. Официально мотивом в деле была указана кража (корыстный мотив), что не совсем вписывалось в действия Ионесяна, так как в половине случаев он не брал лежащих на виду по-настоящему ценных вещей и вместо этого забирал различную мелочь, которая, по его мнению, могла понравиться Дмитриевой, и которую потом дарил ей. Информации о тяжёлом детстве биографы Ионесяна не имеют, и, предположительно, подробного изучения детства Ионесяна для поиска каких-либо факторов, которые могли бы объяснить его будущие преступления, не проводилось. На допросе Ионесян утверждал, что он просто искал деньги. Первое убийство он мотивировал тем, что из-за нехватки денег находился в нервно-стрессовом состоянии, но объяснить причины последующих убийств так и не смог.
Исследователи в области криминологии, в частности, известный антрополог и скульптор Михаил Герасимов пришли к выводу, что Владимир Ионесян принадлежал к истероидному типу, и что преступления были для него способом самоутверждения, в котором он хотел добиться всеобщего признания. Это подтверждается тем, что в Оренбургском театре музыкальной комедии Ионесян, несмотря на вокальное образование, играл вторые роли, но считал, что достоин большего. Это стало главной причиной того, что в 1963 году он решил попробовать свои силы в Москве.
Существует также мнение, что Ионесян был вовсе не серийным убийцей (маньяком), для которого убийства и мучения жертв должны быть главной целью преступлений, а грабителем, для которого первичны именно корыстные мотивы, а убийства являются способом устранения свидетелей преступлений.

## Убийства
Ионесян никогда не планировал свои преступления заранее. Представляясь контролёром из «Мосгаза» или работником ЖЭКа № 13, он проходил в квартиры, снимал показания со счётчиков, проверял газовые горелки. Выбирая место будущего грабежа, он ориентировался в большей степени не на богатое убранство квартиры, а на количество человек, находившихся в тот момент в квартире. В качестве оружия использовал туристический топорик, купленный в ГУМе. Выделяющейся внешней деталью была ушанка, которую Ионесян, в отличие от подавляющего числа москвичей, завязывал на затылке, а не на макушке, что сразу дало следователям наводку на то, что убийца является иногородним. Тем не менее, известны случаи, когда Ионесян вместо ушанки надевал кепку.

### Первое убийство

Дом № 4 на Балтийской улице в Москве, где произошло первое убийство. Убийца вошёл в угловой подъезд

Первое убийство Ионесян совершил 20 декабря 1963 года в квартире № 95 на четвёртом этаже дома № 4 на Балтийской улице, в районе Сокол. На тот момент в этом районе полным ходом шло возведение  новых каменных домов (так называемых хрущевок), жильцы которых массово переезжали из бывших коммуналок в отдельную квартиру. Ионесян с продуманным расчетом выбирал новостройки, полагая, что жильцы еще не будут знакомы друг с другом, и его действия не вызовут подозрений. Под видом работника Мосгаза он прошёлся по нескольким квартирам дома, в которых под предлогом профилактического осмотра газового оборудования высмотрел наиболее удобную жертву. Ею оказался 12-летний Константин Соболев, который в этот день пропустил школу и остался в квартире, чтобы помочь матери с новой мебелью, за которой она ушла в магазин. Убедившись, что дома никого нет, Ионесян нанёс мальчику топором большое количество рубленых ран (по другим данным, убийца использовал нож, причём это был единственный раз, когда он применил нож). Убив ребёнка, Ионесян забрал детский свитер, 60 рублей, флакон одеколона «Шипр» и пляжные очки. Через час из магазина вернулась мать, увиденное настолько потрясло женщину, что она потеряла рассудок. По показаниям жильцов она больше не заходила в эту квартиру. 
Опросив жильцов дома, милиция вышла на 9-летнего Владимира Теплова (в целях защиты свидетеля во всех документах, в том числе и на суде, фигурировал как Артём Фролов). Трёхкомнатная коммунальная квартира № 86, находившаяся на втором этаже, была первой, куда зашёл Ионесян, оказавшись в доме (на первом этаже жилых помещений не было). У находившегося там Теплова Ионесян спросил, есть ли кто-то ещё дома, на что мальчик машинально ответил: «Все дома», хотя в квартире, кроме него, находились только 70-летняя бабушка с младенцем. Вероятно, из-за этого Ионесян не стал нападать на мальчика, но, пребывая в колебаниях, зашёл в кухню и осмотрел газовую плиту, с ручки которой милиционерами затем были сняты чёткие отпечатки его пальцев. Показания Теплова (в частности, о том, что незнакомец был слегка горбоносый, хотя его кавказская внешность не была выраженной) сыграли большую роль в работе криминалиста Софьи Файнштейн, составлявшей фоторобот. Для воссоздания внешности преступника также обращались за помощью к художнику Науму Карповскому и известному скульптору и антропологу Михаилу Герасимову. В какой-то момент, когда Файнштейн работала с Тепловым, в её кабинет заглянул один из сотрудников МУРа, который, по совпадению, оказался внешне очень похож на Ионесяна, что позволило составить более точный портрет убийцы. Именно Теплов впервые рассказал о шапке-ушанке незнакомца и о том, что она была завязана на затылке, что было тогда не характерно для москвичей и выдавало в визитёре приезжего. Впоследствии Теплов опознал преступника на следственном эксперименте и дал свидетельские показания на закрытом процессе в Верховном суде РСФСР.

### Убийства в Иванове
25 декабря 1963 года Ионесян вместе с Дмитриевой приехал в Иваново, где совершил сразу два убийства. Продолжая представляться работником газового хозяйства, он проникал в квартиры и выискивал жертв. В квартире на улице Калинина он убил топором 12-летнего Михаила Кулешова, унёс пиджак, кофту, две авторучки и несколько облигаций. В другой квартире, на Октябрьской улице, убил 74-летнюю женщину, но взял из её квартиры лишь карманный фонарик и 70 копеек. Вернувшись на улицу Калинина, он снова стал обходить квартиры. В одной из них он напал на 15-летнюю Галину Петропавловскую, которую изнасиловал, а затем нанёс ей 9 ударов топором по голове. Забрал свитер, кофту, пуховый платок и 90 рублей. Несмотря на травмы, Петропавловская выжила и смогла описать внешность Ионесяна.
Вечером Ионесян сказал Дмитриевой, что из-за выполняемого им «правительственного задания» их обоих могут убить, поэтому необходимо срочно бежать из Иванова. Они вышли из Иванова пешком, прошли в сторону Москвы 10 километров и только потом сели на автобус.
После убийств в Иванове делу «Убийцы из Мосгаза» придали статус особо важного, его взяли под личный контроль министр охраны общественного порядка (бывш. МВД РСФСР) Вадим Тикунов и заместитель председателя совета министров Алексей Косыгин. Ходом дела интересовался сам Никита Хрущёв.

### Четвёртое убийство
28 декабря 1963 года в Москве, в квартире на Ленинградском проспекте дом №77 корпус 3 в районе Сокол, Ионесян убил 11-летнего Александра Лисовца. Когда Ионесян нанёс ему первый удар топором, мальчик побежал в туалет и попытался там закрыться, но преступник сумел догнать его и убил в туалете. Ионесян ничего не взял из квартиры: дверь в комнату, где стоял шкаф, была заперта, а найти ключ и взломать её он не смог.

### Последнее убийство
Своё последнее 5-е убийство Ионесян совершил 8 января 1964 года в квартире на Шереметьевской улице, в районе Марьиной рощи. Жертвой стала 46-летняя Мария Ермакова, которой он представился на этот раз работником ЖЭКа № 13. Ионесян нанёс ей около 20 ударов топором. Из её квартиры он взял 5 мотков пряжи, 3 пары носков, кошелёк с 30 рублями, настольные часы «Мир» и телевизор «Старт-3».

## Арест
Несколько жителей Марьиной Рощи сообщили милиции, что видели, как в день убийства молодой человек южной внешности с завёрнутым в простыню телевизором уехал с Шереметьевской улицы на грузовой машине. Участковый уполномоченный Малышев также видел это и запомнил первые две цифры госномера самосвала — 96. Сыщики быстро установили полный номер машины — МОЖ 96-26. У водителя узнали, что он действительно подвозил мужчину кавказской внешности и высадил его на углу Трифоновской и 2-й Мещанской улиц.
Был произведён опрос жильцов близлежащих домов. Женщина, проживавшая на улице Щепкина, сообщила, что у её соседки живёт племянница с мужем, который похож на кавказца, недавно принёс телевизор и тут же продал его жильцу из соседнего дома. Проверив жильца, сотрудники милиции нашли телевизор и выяснили, что это тот самый телевизор, который пропал из квартиры Ермаковой. На квартире Ионесяна устроили засаду, но вместо самого убийцы задержали Алевтину Дмитриеву, которая сказала сыщикам, что Ионесян работает в КГБ и находится на выполнении секретного задания (при аресте сам Ионесян действительно представился как майор КГБ). Быстрая проверка, которой руководил тогдашний председатель КГБ Владимир Семичастный, показала, что Владимир Ионесян в КГБ не числится. Дмитриеву заключили в одиночную камеру. Она созналась, что её сожитель отправился в Казань, куда через некоторое время должна была приехать и она. На вокзале её по телеграмме «до востребования» должен был встречать Ионесян. В качестве приманки вместо Дмитриевой в Казань отправили загримированную сотрудницу МУРа.
Задержанием Ионесяна руководил лично министр охраны общественного порядка Татарской АССР Салих Япеев. 12 января 1964 года без каких-либо трудностей убийцу по прозвищу «Мосгаз» арестовали прямо на перроне вокзала Казани.

## Суд и приговор
В документальном фильме «НТВ» «Откройте, Мосгаз!» телепроекта «Следствие вели…» приводятся свидетельства, что с Ионесяном беседовал лично генпрокурор СССР Роман Руденко, который по поручению сверху доставил его на своей служебной машине в кабинет фактического главы государства Никиты Хрущёва. Согласно этой версии, посмотрев на Ионесяна, Хрущёв распорядился: «Чтобы через две недели его уже не было…»
Процесс Ионесяна был недолгим и носил закрытый характер. Фактически судьба обвиняемого была решена ещё до суда. Поскольку его зверские преступления приобрели широкую огласку и потрясли общественность, то МВД внесло предложение как можно скорее закончить следствие, провести суд и вынести Ионесяну расстрельный приговор. В переписке милицейского начальства с ЦК упоминается предложение «приговорить Ионесяна к смертной казни через повешение и приговор привести в исполнение публично». Предлагались и другие, более изощрённые меры наказания. Первый заместитель председателя КГБ СССР Филипп Бобков, находясь в отставке, в 2001 году упоминал, что в инстанции поступали тогда письма граждан и трудовых коллективов, которые с учётом ужасающей жестокости содеянного над детьми требовали публично повесить преступника или четвертовать его на Лобном месте Красной площади.
В планы руководства ЦК КПСС, однако, не входило широкое освещение процесса. При этом учитывались и национальность преступника, необходимость избегать накала страстей на этой чувствительной почве. В Президиум ЦК было направлено письмо за подписями заведующих административными отделами ЦК КПСС и ЦК КПСС по РСФСР Николая Миронова и Василия Лапутина: «Считаем, что стремление придать предстоящему судебному процессу сенсационный характер ничем не оправдано. По нашему мнению, было бы целесообразно в соответствии с законом о подсудности дело Ионесяна рассмотреть в Верховном суде РСФСР… Ход судебного процесса в печати, по радио и телевидению не освещать, ограничившись кратким сообщением о приговоре суда в центральной прессе. Прокуратура СССР (т. Руденко) и Верховный суд СССР (т. Куликов) это предложение поддерживают. Просим согласия».
Следствие и судебный процесс заняли всего две недели. 30 января 1964 года Верховный суд РСФСР вынес приговор: смертная казнь. В вердикте суда уточнялось, что «приговор окончательный и обжалованию не подлежит». Прошение о помиловании было тут же отклонено, и уже на следующий день, 31 января 1964 года, в 23 часа, Владимир Ионесян был расстрелян в Бутырской тюрьме.
Алевтину Дмитриеву суд признал пособницей, хотя Ионесян на допросах постоянно выгораживал её, утверждая, что она ничего не знала об убийствах, и даже её вина, по более поздним оценкам экспертов-криминалистов, не была доказана судом. Её приговорили к 15 годам лишения свободы, но впоследствии в 1972 году (или в 1971) она была досрочно освобождена.

## В массовой культуре

### В кино
- «Страх над столицей. Дело „Мосгаз“» — документальный фильм Первого канала (1998).[источник не указан 2129 дней]
- «Диагноз: маньяк» (2004).
- «Звонят, закройте дверь» — документальный фильм Первого канала (премьера состоялась 2 ноября 2012 года).[источник не указан 2129 дней]
- «Откройте: Мосгаз!» — одна из серий документального цикла передач НТВ «Следствие вели…» с Леонидом Каневским (2006).
- «Мосгаз» — 8-серийный художественный телесериал, вышедший на экраны в 2012 году; сериал является вольным изложением реальных событий, Владимир Ионесян переименован во Владислава Вихрова (роль исполнил Максим Матвеев).[14]

### В музыке
- «Сенька Мосг/хаз» (1994) — альбом группы НОМ.

### В комиксах
- «Человек Грызлов» (с 2009) — в нескольких эпизодах присутствует подручный главного злодея по кличке Мосгаз.

### В YouTube
- В документальном ролике на канале «GEO» на Youtube[15].
- Дела № 3 / ПЕРВЫЙ МАНЬЯК В СССР / (Саша Сулим, Павел Дедищев, Расул Чабдаров)[16].

## Преступники с похожим почерком
В 1972 году в Москве объявился новый маньяк. Представляясь работником Технадзора, проверяющим качество отопления, он проник в 2 квартиры на Севанской улице, где ограбил и убил пенсионерок. Преступником оказался 26-летний Александр Столяров. Суд приговорил его к смертной казни.
С 1988 по 1989 год в Ленинграде орудовал маньяк, который представлялся работником из Ленэнерго (где действительно ранее работал, но был уволен). Он убил 5 человек; им оказался уроженец Ленинграда Андрей Сибиряков. Суд приговорил его к смертной казни.
В марте 2015 года в Москве был схвачен 20-летний уроженец Таджикистана Анушервон Рахманов, который также проникал в квартиры москвичей под видом работника газовой службы и истреблял целые семьи, нанося людям колото-резаные раны. Следствием подозревался в совершении 7 убийств. Был обнаружен повешенным 2 апреля в следственном изоляторе «Матросская тишина», вытащен из петли и доставлен в больницу, где скончался на следующий день, не приходя в сознание.